# Obscenity
Obscenity (v překladu z angličtiny obscenita, znamená nemravnost, oplzlost, necudnost) je německá death metalová kapela z Oldenburgu v Dolním Sasku. Byla založena roku 1989.
V roce 1992 vyšlo první demo s názvem Age of Brutality. Debutové studiové album se zrodilo ve stejném roce a neslo název Suffocated Truth.

## Diskografie
Dema
- Age of Brutality (1992)
- Amputated Souls (1993)

Studiová alba
- Suffocated Truth (1992)
- Perversion Mankind (1994)
- The 3rd Chapter (1996)
- Human Barbecue (1998)
- Intense (2000)
- Cold Blooded Murder (2002)
- Where Sinners Bleed (2006)
- Atrophied in Anguish (2012)
- Retaliation (2016)
- Summoning the Circle (2018)

Kompilační alba
- Demo-Niac: The 10th Anniversary Album (1999)[2] – CD výběr obsahuje obě dema Age of Brutality a Amputated Souls

## Videografie
VHS
- Whipped, Raped...Obscene (1997) – obsahuje 2 videoklipy z alba The 3rd Chapter (1996) a interview s kapelou